# Список послов СССР и России в Гайане
В статье представлен список послов СССР и России в Гайане.

## Хронология дипломатических отношений
- 17 декабря 1970 г. — установление дипломатических отношений на уровне посольств.
- 1970—1976 гг. — дипломатические отношения со стороны СССР осуществлялись через посольство в Бразилии, со стороны Гайаны через посольство в Великобритании.
- 14 марта 1973 г. — достигнута договорённость об открытии посольств.

## Список послов
| Срок полномочий                    | Посол                         | Годы жизни | Дата вручения верительных грамот | Комментарии         |
| ---------------------------------- | ----------------------------- | ---------- | -------------------------------- | ------------------- |
| СССР                               |                               |            |                                  |                     |
| 24 июля 1970 — 6 января 1975       | Сергей Сергеевич Михайлов     | 1912—1984  | 30 апреля 1971                   | По совместительству |
| 6 января 1975 — 23 февраля 1976    | Дмитрий Александрович Жуков   | 1909—1981  | 20 февраля 1975                  | По совместительству |
| 23 февраля 1976 — 5 марта 1981     | Владимир Владимирович Котенёв | 1930—1983  | 8 апреля 1976                    |                     |
| 5 марта 1981 — 30 декабря 1984     | Константин Михайлович Харчев  | 1934—      | 10 апреля 1981                   |                     |
| 30 декабря 1984 — 14 июля 1989     | Анатолий Андреевич Уланов     | 1929—      |                                  |                     |
| 14 июля 1989 — 25 декабря 1991     | Михаил Аркадьевич Соболев     | 1937—2021  |                                  |                     |
| Российская Федерация               |                               |            |                                  |                     |
| 25 декабря 1991 — 13 сентября 1995 | Михаил Аркадьевич Соболев     | 1937—2021  |                                  |                     |
| 13 сентября 1995 — 5 мая 1999      | Тахир Бяшимович Дурдыев       | 1937—      |                                  |                     |
| 5 мая 1999 — 26 июля 2002          | Игорь Николаевич Прокопьев    | 1940—      |                                  |                     |
| 26 июля 2002 — 27 июля 2007        | Владимир Степанович Стариков  | 1947—2024  |                                  |                     |
| 27 июля 2007 — 21 февраля 2011     | Павел Артемьевич Сергиев      | 1951—      |                                  |                     |
| 1 марта 2011 — 6 декабря 2017      | Николай Дмитриевич Смирнов    | 1949—      |                                  |                     |
| 6 декабря 2017 — 17 июня 2025      | Александр Сергеевич Курмаз    | 1959—      | 28 марта 2018                    |                     |
| 17 июня 2025 — настоящее время     | Андрей Анатольевич Прицепов   | 1960—      | 6 августа 2025                   |                     |